# Cariri Olindense
A Troça Carnavalesca Mista Cariri Olindense é uma troça e um bloco carnavalesco de frevo da cidade de Olinda.
Sua sede fica na Praça Conselheiro Miguel Canuto, no bairro de Guadalupe.

## História
Fundada em 15 de fevereiro de 1921, a troça é a mais antiga do carnaval de Olinda. A troça surgiu em homenagem a um velho mascate, que vivia no Sertão do Cariri e vendia ervas medicinais no Recife, representado como um velho com longas barbas ruivas e chapéu de couro. Desde então, o Velho do Cariri, símbolo do troça, sai às 4h00 montado em um jumento subindo e descendo as ladeiras.
O Cariri Olindense abre o carnaval de Olinda até a data de hoje. O símbolo desta agremiação é o Velho do Cariri montado em um "burrinho" e a Chave, esta criada pelos fundadores da troça em 1921 pelo funileiro Augusto Canuto e que está junto a agremiação até a data de hoje.
O Cariri recebeu o titulo de Patrimônio Vivo de Pernambuco em 2016, titulo merecido pelo sua importância cultural para o estado. 